# Media RSS
Dérivé du format de RSS dans sa version 2.0, le flux « media RSS » est un format de syndication de contenus multimédias : vidéos, images etc.
Créé à l'origine par Yahoo (en 2004) au moment de la création de son moteur de recherches de vidéos. La spécification v1.0.0 est parue en 2005, et la v1.5.0 en 2009.
L'abréviation MRSS désigne ce format et signifie : Media Real Simple Syndication